# Protopterus aethiopicus
Il protottero etiopico (Protopterus aethiopicus, Heckel, 1851) è una specie di pesce polmonato diffusa in Africa.

## Descrizione
La colorazione di fondo è generalmente grigio scura con macchie più scure su tutto il corpo, le pinne pettorali e pelviche sono estremamente lunghe e sottili. Nei giovani le branchie sono esterne che dopo circa tre mesi diventano interne. La massima lunghezza registrata negli adulti è di 2 m di lunghezza per 17 kg di peso. Questa specie possiede inoltre il genoma più grande tra tutti i vertebrati e uno dei più grandi conosciuti con 133 miliardi di coppie di basi.

## Biologia
Gli adulti si nutrono principalmente di molluschi, ma anche di piccoli pesci e insetti in minor quantità, mentre i giovani sono completamente insettivori. La riproduzione avviene durante la stagione delle piogge, mentre durante la stagione secca sopravvivono in zone secche avvolgendosi in una sorta di bozzolo per evitare la disidratazione e respirando aria tramite passaggi che conducono all'esterno.

## Distribuzione e habitat
Gli adulti vivono in laghi, fiumi e paludi nella Repubblica Democratica del Congo, Kenya, Tanzania, Uganda, Etiopia e Sudan.